# Liste der Baudenkmale in Lübow
In der Liste der Baudenkmale in Lübow sind alle denkmalgeschützten Bauten der mecklenburgischen Gemeinde Lübow und ihrer Ortsteile aufgelistet. Grundlage ist die Veröffentlichung der Denkmalliste des Kreises Nordwestmecklenburg mit dem Stand vom 16. September 2020.

## Baudenkmale nach Ortsteilen

### Lübow
| ID   | Lage            | Bezeichnung                                          | Beschreibung | Bild           |
| ---- | --------------- | ---------------------------------------------------- | ------------ | -------------- |
| 882  | Greeser Weg 1   | Pfarrgehöft: Wohnhaus, Schnitterkaserne Nr. 4, Stall |              | Weitere Bilder |
| 884  | (Karte)         | Kirche                                               |              | Weitere Bilder |
| 885  | Lindenweg 6     | Bauernhof und Stall                                  |              |                |
| 883  | Hauptstraße     | Kriegsdenkmal                                        |              |                |
| 1630 | Greeser Weg 2,4 | Alte Schule                                          |              |                |
| 881  | Dorfstraße 23   | Bäckerei                                             |              |                |
| 880  | Dorfstraße 23   | Spritzenhaus                                         |              |                |

### Greese
| ID  | Lage     | Bezeichnung | Beschreibung | Bild |
| --- | -------- | ----------- | ------------ | ---- |
| 475 | Greese 2 | Gutshaus    |              |      |

### Schimm
| ID   | Lage               | Bezeichnung   | Beschreibung | Bild |
| ---- | ------------------ | ------------- | ------------ | ---- |
| 1664 | Zum Kapellenbarg 1 | Siedlungshaus |              |      |
| 1246 | Dorfstraße 15      | Bauernhaus    |              |      |
| 1245 | Dorfstraße 12      | Bauernhaus    |              |      |

### Tarzow
| ID   | Lage          | Bezeichnung | Beschreibung                                                                                     | Bild |
| ---- | ------------- | ----------- | ------------------------------------------------------------------------------------------------ | ---- |
| 1403 | Tarzow 18, 22 | Gutsanlage  | Unsanierter, 1-gesch., 11-achs., Putzbau vom 19. Jh. mit 2-gesch. Mittelrisalit und Krüppelwalm. |      |

### Wietow
| ID   | Lage           | Bezeichnung | Beschreibung | Bild |
| ---- | -------------- | ----------- | --- | ---- |
| 1492 | Am Hofplatz 11 | Gutsanlage  | 1-gesch., 11-achs. Putzbau vom Ende des 19. Jh. mit 2-gesch. Lünettengiebel, nach Umbau von 2004 SolarZentrum Mecklenburg-Vorpommern, Gut u. a. der Familie von Blücher. |      |

## Ehemalige Denkmale

### Schimm
| ID   | Lage          | Bezeichnung | Beschreibung | Bild |
| ---- | ------------- | ----------- | ------------ | ---- |
| 1244 | Dorfstraße 11 | Katen       |              |      |

## Quelle
- Denkmalliste des Landkreises Nordwestmecklenburg (Stand: 9. November 2023; PDF, 1,2 MByte)